# سارگپه پرپا

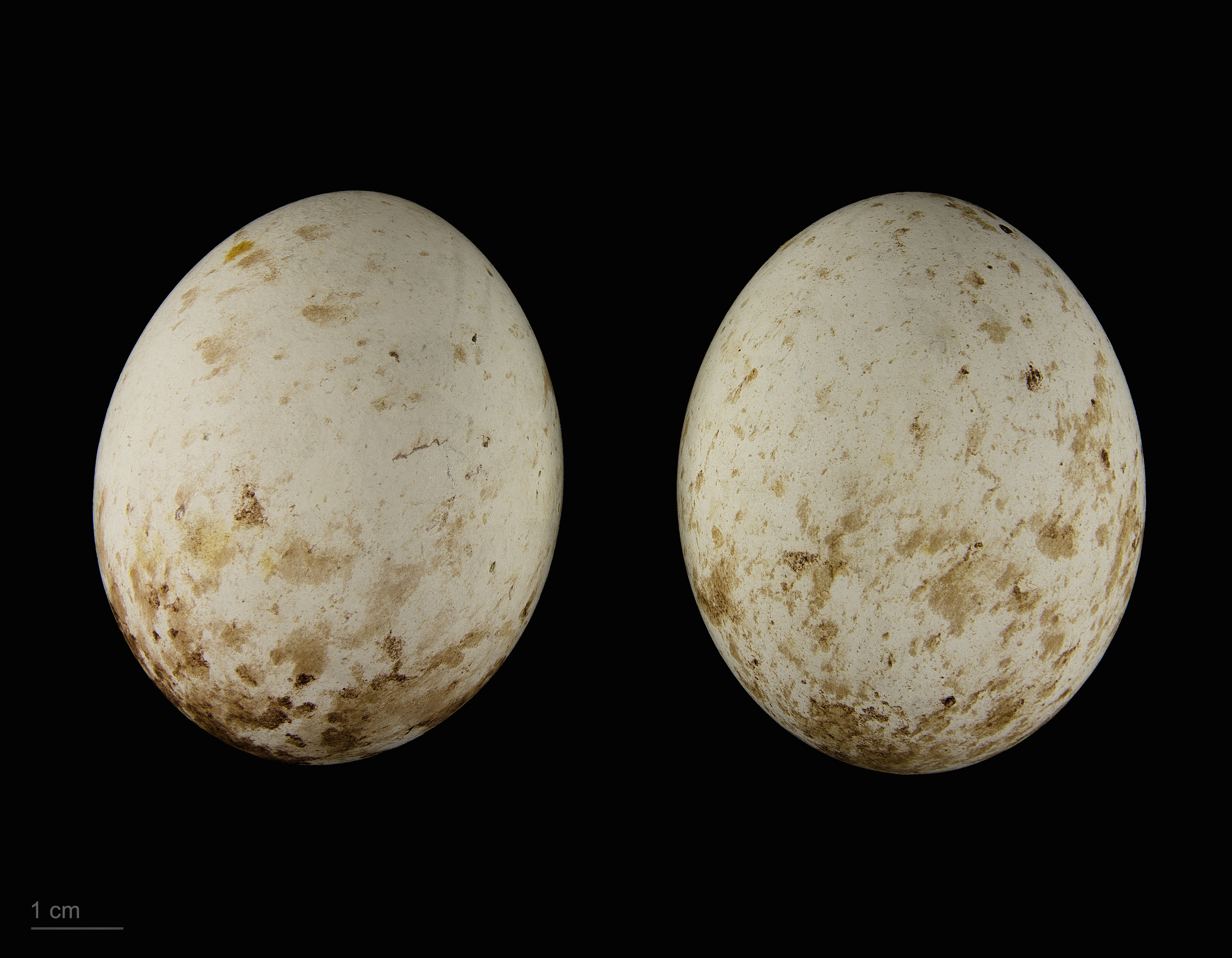
Buteo lagopus

سارگپۀ پَرپا (نام علمی: Buteo lagopus) پرنده‌ای از تیرهٔ بازان است. این گونه سارگپه از سارگپه معمولی بزرگتر است. هنگام شکار کردن مدتی درجا بال می‌زند و ناگهان به شکار حمله می‌کند. شکار آن پستانداران کوچک مانند خرگوش و گاه پرندگان کوچک است. این پرنده در ایران نیز یافت می‌شود.